# Paraphysornis
Paraphysornis ist eine ausgestorbene Gattung der Vögel aus der Familie der Phorusrhacidae („Terrorvögel“). Sie lebte etwa vom Oberen Oligozän bis zum Unteren Miozän, vor rund 35 bis 23 Millionen Jahren. Überliefert ist bisher lediglich ein Teilskelett aus dem südöstlichen Brasilien. Dieses gehörte einem großen Vertreter der „Terrorvögel“ an, etwa vergleichbar zu Phorusrhacos, allerdings mit robusterem Körperbau. Der Fund stammt aus Ablagerungen, die auf ein Stillgewässer zurückgehen. Er wurde Ende der 1970er Jahre entdeckt und 1982 wissenschaftlich beschrieben. Die Gattung erhielt aber erst elf Jahre später ihre heutige Bezeichnung.

## Merkmale

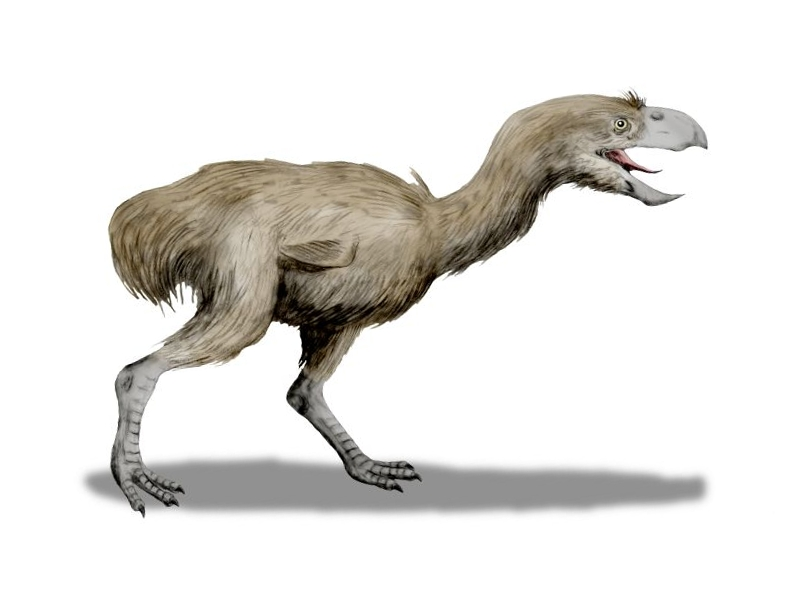
Künstlerische Interpretation einer Lebendrekonstruktion von Paraphysornis

Paraphysornis war ein großer Vertreter der Phorusrhacidae, der in etwa die Ausmaße des bekannteren Phorusrhacos erreichte. Überliefert ist lediglich das Skelett des Typusexemplares. Rekonstruiert wies das Individuum eine Rückenhöhe von etwa 140 cm auf. Mit gestrecktem Hals wird eine maximale Scheitelhöhe von 240 cm angenommen, was allerdings nicht der natürlichen Haltung entspricht. Der Oberschenkelknochen und Tibiotarsus des Vogels lassen auf Basis ihrer Dimensionierung im Vergleich mit einem großen männlichen Strauß (Struthio camelus) mit rund 130 kg Lebendgewicht auf eine Körpermasse von rund 180 kg schließen.
Das Skelett ist nur teilweise erhalten. Vom Schädel sind lediglich der Unterkiefer und verschiedene Knochen wie das Quadratbein, das Flügelbein und einzelne Fragmente des Hirnschädels überliefert. Das Quadratbein ist vollständig und wies zwei deutlich getrennte Gelenkflächen auf, die mit dem Schädel artikulieren, was als Merkmal der Neukiefervögel anzusehen ist. Zwei weitere Gelenkflächen standen wiederum mit dem Unterkiefer in Verbindung. Das linke Flügelbein besaß eine elliptische untere und eine dreieckige obere Hälfte. Eine nach hinten orientierte Gelenkfazette verband es mit dem Quadratbein. Der Unterkiefer war rund 51,5 cm lang und 9,7 cm hoch. Die Symphyse der beiden Unterkieferhälften dehnte sich über eine Länge von 17,5 cm aus. Diese auffallende Streckung kann als ein besonderes Merkmal der Gattung Paraphysornis aufgefasst werden. An der Basis wurde die Symphyse doppelt so lang wie breit, außerdem wies sie eine schmalere Spitze auf und verlief an der Unterseite konvex. Im Gegensatz dazu ist die Symphyse bei Physornis kürzer und breiter sowie basal flach, bei Brontornis wiederum sehr kurz und hoch sowie massiv gestaltet.
Das vorliegende postcraniale Skelett setzt sich aus Teilen der Wirbelsäule, der Rippen und der Gliedmaßen zusammen. Auf die Wirbelsäule entfallen gut ein Dutzend Halswirbel, etwa halb so viele Brust- oder Rückenwirbel und einzelne Schwanzwirbel. Hier ergaben sich nur wenige Unterschiede zu anderen Phorusrhaciden, wobei der Atlas bei Paraphysornis vergleichsweise höher und weniger breit als bei Psilopterus war. Als einziges Element des Schultergürtels blieb das Coracoid erhalten. Dieses war robust, im unteren Abschnitt dreieckig und im oberen zylindrisch. Hier erweiterte es sich zum Gelenkende hin, auf dem drei Fazetten ausgebildet waren. Im Bau stimmte es insgesamt mit dem von Phorusrhacos überein, seine Länge betrug 24,5 cm. Die Vordergliedmaßen waren stark verkürzt und verweisen so auf die verkümmerten Flügel der großen Phorusrhaciden. Der Oberarmknochen maß nur 20,5 cm in der Länge, die Elle 7,6 cm. Ersterer zeigte einen deutlich gekrümmten Verlauf der Knochenröhre. Die Kürzungen wiederholen sich auch im Handskelett, da der Carpometacarpus nur 7,1 cm lang wurde, das erste Fingerglied 2,7 cm und das letzte 0,9 cm. Das bruchstückhafte Becken birgt keine Informationen, die auf die ursprüngliche Gestalt schließen lassen. Am Oberschenkelknochen ließen sich nur die beiden Gelenkenden bergen. Dagegen ist der Tibiotarsus vollständig überliefert, seine Länge betrug 55,0 cm bei einer Breite des unteren Gelenkes von 9,1 cm. Auffällig waren der lange und gerade Verlauf des Schaftes sowie die allgemeine Robustizität. Das hier ansetzende Wadenbein besaß einen allgemein vogelähnlichen Bau mit schmalem Gelenkkopf. Am 31,5 cm langen Tarsometatarsus zeigte sich der Hypotarsus, ein am oberen Gelenkende nach hinten gerichteter Knochenfortsatz, seitlich deutlich ausgedehnt, was bei Physornis und Brontornis nicht der Fall ist und ebenfalls ein einzigartiges Merkmal der Gattung Paraphysornis repräsentiert. Der Schaft war gerade sowie vorn und hinten verschmälert. In den unteren zwei Dritteln teilte sich die Markröhre in drei Kanäle auf, von denen jeder einzelne einem der drei Gelenkrollen zugehörte. Das Fußskelett bestand aus vier Strahlen, von denen lediglich der vierte (äußere) Strahl komplett dokumentiert werden konnte. Er umfasste fünf Zehenglieder. Das erste wurde rund 6 cm lang, körperferner nahm die Länge kontinuierlich bis auf 2,7 cm ab. Die Endphalanx dem gegenüber war 5,0 cm lang und mit einem starken, deutlich gekrümmten Fortsatz zur Auflage der Kralle versehen. Sie unterschied sich dadurch deutlich von der eher flachen Endphalanx bei Brontornis.

## Fossilfunde
Der bisher einzige bekannte Fund, ein partiell erhaltenes Skelett, wurde in einer Bentonitgrube im Taubaté-Becken im Osten des brasilianischen Bundesstaates São Paulo entdeckt. Das Taubaté-Becken befindet sich zwischen der Serra da Mantiqueira und der Serra do Mar. Es erstreckt sich über eine Länge von rund 170 km und einer Breite von 20 km. Die Längsachse ist ostnordöstlich und westsüdwestlich orientiert. Geologisch bildet es einen Teil eines ausgedehnten kontinentalen Grabenbruchsystems. Die hier abgelagerten Sedimente erreichen eine Mächtigkeit von bis zu 800 m. Die basalen Bereiche werden der Taubaté-Gruppe zugewiesen, die im Paläogen entstand. Innerhalb dieser fand sich das Skelett von Paraphysornis in der Tremembé-Formation. Diese besteht aus massiven grünlich gefärbten Tonschiefern, fein geschichteten Muddesteinen, Mergeln sowie Dolomiten und Sandsteinen. Sie werden als Ablagerungsprodukte einer einst lakustrinen Landschaft gedeutet. Die Tremembé-Formation ist aufgrund ihres Fossilreichtums von großer Bedeutung. Sie enthält neben pflanzlichen Makroresten auch Funde von Wirbellosen sowie Fischen, Reptilien, Vögeln und Säugetieren. Aus sedimentologischer und biostratigraphischer Sicht entstand die Gesteinseinheit in einem Zeitraum vom Oligozän bis zum Unteren Miozän, was absoluten Alterswerten von vor 35 bis 23 Millionen Jahren entspricht.

## Paläobiologie
Paraphysornis gehört zu den größten bekannten Vertretern der Phorusrhaciden. Im Gegensatz zu den meisten anderen Formen war bei diesem der Tarsometatarsus mit einer Länge von 31,5 cm und einem Schaftdurchmesser von 5,8 cm eher kurz und breit. Ähnlich große „Terrorvögel“ besaßen einen deutlich schlankeren Tarsometatarsus. So wurde der Knochen bei Phorusrhacos bis zu 38,5 cm lang, maß aber nur 3,7 cm im Durchmesser. Häufig wird für die Phorusrhaciden daher aufgrund dieser charakteristisch schlanken Fußknochen eine hohe Laufgeschwindigkeit postuliert, die sie, verbunden mit dem auffallend gebogenen Oberschnabel und den typischen Krallen, als aktive Jäger auszeichnet. Die spezielle Ausprägung der Füße bei Paraphysornis steht dieser allgemeinen Annahme gegenüber. Kurze und breite Fußknochen sind eher Kennzeichen für eine langsame Fortbewegung. Da aber Paraphysornis ansonsten über ähnliche Merkmale fleischfressender Vögel verfügte, besaß diese Gattung möglicherweise eine angepasste Jagdmethode. Eventuell agierte sie als Lauerjäger oder nahm verstärkt Aas zu sich.

## Systematik
Paraphysornis ist eine Gattung aus der ausgestorbenen Familie der Phorusrhacidae, welche umgangssprachlich auch als „Terrorvögel“ bezeichnet werden. Die Gruppe besteht aus mittelgroßen bis großen, zumeist bodenlebenden Vögeln mit überwiegend räuberischer Ernährungsweise. Angedeutet wird dies durch ein hakenförmig nach unten gebogenes, spitzes Ende des Schnabels und greifvogelartig gestaltete Krallen. Die Phorusrhaciden gehören zum näheren Verwandtschaftsumfeld der heutigen Seriemas, welche die offenen Landschaften Südamerikas bewohnen. Die Familie bildete sich im Verlauf des Eozäns heraus mit einem vermuteten Ursprung ebenfalls in Südamerika. Ältere Funde aus Antarktika, die anfänglich zu den „Terrorvögeln“ verwiesen wurden, gelten heute als Reste anderer Vogelgruppen. Im Verlauf des Pliozäns erreichte mit Titanis ein Vertreter auch Nordamerika. Die jüngsten bisher bekannten Funde wurden aus Uruguay berichtet und datieren in das ausgehende Pleistozän.
Innerhalb der Phorusrhaciden wurde Paraphysornis ursprünglich in die Unterfamilie der Brontornithinae gestellt. Dadurch stand die Gattung in einer engeren Beziehung zu Brontornis und Physornis. Die Brontornithinae setzten sich von anderen großen „Terrorvögeln“, die zur Unterfamilie der Phorusrhacinae mit der Charakterform Phorusrhacos zusammengefasst wurden, durch ihren generell robusteren Körperbau ab. Im Jahr 2007 gliederte Federico L. Agnolin Brontornis aufgrund anatomischer Erwägungen aus und benannte die verbliebene Gruppe in Physornithinae um. Die genaue systematische Zuordnung von Paraphysornis blieb in der Folgezeit uneindeutig, da die Position von Brontornis unterschiedlich bewertet wurde. Eine phylogenetische Untersuchung der Phorusrhaciden aus dem Jahr 2015 zeigte dann, dass vor allem die großen „Terrorvögel“ eine Einheit formen, die sich aus verschiedenen Unterfamilien wie den Physornithinae (Brontornithinae), den Phorusrhacinae und den Patagornithinae zusammensetzt. Sie schließen Mitglieder mit einem Gewicht von über 70 kg ein. Die gemeinsame Gruppe erhielt vorläufig die Bezeichnung als „echte Terrorvögel“. Sie steht wiederum einer Gemeinschaft eher kleinwüchsiger Vertreter gegenüber, die in die Unterfamilien der Psilopterinae und der Mesembriornithinae eingeschlossen sind und denen zum Teil noch gewisse Flugeigenschaften zugesprochen werden können. Sie wurde mit dem ebenfalls vorläufigen Terminus „Psilopterines“ belegt. Nachfolgende Studien bestätigten weitgehend diese Zweiteilung. In einem Übersichtswerk aus dem Jahr 2017 wurden dann alle größeren Formen der „Terrorvögel“ in der Unterfamilie der Phorusrhacinae vereint. Dem gegenüber spaltete eine weitere Untersuchung aus dem Jahr 2024 die Physornithinae und Patagornithinae erneut ab und teilte die verbliebenen großen Angehörigen der Phorusrhacinae in eine grazilere und eine robustere Linie auf. In dieser Auffassung bilden Paraphysornis und Physornis gemeinsam die Unterfamilie der Physornithinae.
Die wissenschaftliche Erstbeschreibung von Paraphysornis erfolgte im Jahr 1993 durch Herculano Marcos Ferraz de Alvarenga. Ihr liegt das Skelett aus der Tremembé-Formation im brasilianischen Bundesstaates São Paulo zu Grunde. Es stellt den Holotypen der Gattung dar (Exemplarnummer DGM-1418-R), dem der Oberkiefer, Teile des Hirnschädels und des Beckens sowie das Brustbein fehlt. Das Skelett war im Jahr 1977 entdeckt und bis zum Folgejahr über mehrere Monate geborgen worden. Nach der Präparation erwies es sich als das eines großen Vertreters der Phorusrhacidae. Bereits im Jahr 1982 beschrieb Alvarenga den Fund unter der Artbezeichnung Physornis brasiliensis. Elf Jahre später sah er sich veranlasst, für die Art die neue Gattung Paraphysornis einzuführen. Hierbei bezog er sich auf einzelne anatomische Unterschiede zu Physornis, die etwa den Tarsometatarsus und die Gestaltung der Symphyse des Unterkiefers betreffen. Die Bezeichnung weist mit der griechischen Vorsilbe παρά (pará) auf die möglicherweise enge Verwandtschaft zu Physornis hin. P. brasiliensis ist die einzige anerkannte Art der Gattung Paraphysornis.